# 빈 오보에
빈 오보에(Wiener Oboe) 또는 빈식 오보에(Viennese Oboe)는 요제프 하제크(Josef Hajek)에 의해 1880년대에 처음 개발된 현대 오보에 중 하나다. 빈 오보에는 고전 오보에의 근본이 되는 관(Bore)과 음색 특성을 가진다. 빈 오보에는 빈에서 이름을 따왔으며, 훨씬 더 흔하게 사용되는 콩세르바투아르(Conservatoire) 오보에와 다른 유형을 가진 유일한 악기다.

## 역사
빈에서 19세기 초기와 중반에 쓰인 오보에는 원래 코흐/셀너(Koch/Sellner) 오보에라 불린 디자인이다. 1825년에 빈의 오보이스트이자 교사였던 요제프 셀너는 삽화화된 운지표를 포함하는 이론-실습 오보에 교본(Theoretische-praktische Oboeschule)을 냈다. 이 교본과 연관된 오보에는 스테판 코흐(Stefan Koch, 1772-1828)가 만들었는데, 이는 당시 중부 유럽에서 매우 좋은 악기로 여겨졌다. 게다가 최대 13개의 키를 사용하는 현대적인 메커니즘에 더해, 코흐/셀너 오보에는 좁은 관과 비슷하게 밝은 음색을 가졌다는 점에서 오늘날 사용되는 오보에와 닮아 있었다. 이렇게 비교적 진보된 악기로 19세기 말까지 빈 음악가들의 요구를 충족했다.
그와 반대로 넓은 관을 써서 설계한 악기 제조자 중 하나였던 드레스덴의 카를 프리드리히 골데(Karl Friedrich Golde, 1803-1873)는 높은 평가를 받았다. 그가 생각하는 이상적인 오보에 소리는 깊고 풍부하며 따뜻한 조성을 가진 것이었다. "프랑스와 빈의 코흐 오보에와 같이 얇은 비음이 아니라 강력한 깊이의 완전한 소리가 나게 될 것이다." 그가 죽은 지 불과 몇 년 지나서 그 디자인은 코흐 오보에를 대체하고 20세기의 새로운 빈 오보에가 되었다.
1880년에 오보이스트인 리하르트 바움게르텔(1858-1941)은 빈으로 그의 골데 오보에를 갖고 왔으며 이후 요제프 하제크(1849-1926)에 의해 A=435Hz로 하는, 오스트리아-헝가리 제국에서 사용되던 국제 표준음(diapason normal) 조율하기 위해 그 근본이 되는 디자인을 채택했다. 이후 하제크와 헤르만 줄레거(Hermann Zulegar, 1885-1949)는 특히 키 메커니즘의 변화와 개선을 위주로 새 악기를 만들었다. 새 악기는 고전 오보에의 내부 관뿐만 아니라 작은 기둥(Baluster)과 장식(Finial)과 같은 우아하고 간결화된 고전적인 외부 특색을 유지했으나 키 체계는 크게 늘어났다.
그러던 와중에 2차세계대전의 여파는 콩세르바투아르 오보에의 확장과 함께 독일에서의 '독일 오보에'의 단계적인 퇴출을 가져왔다. 오스트리아에서는 빈 오보에가 전체적인 쇠퇴기에 직면했고, 와중에 1949년 줄레거가 사망함에 따라 우수한 악기의 공급이 줄어들었다. 이렇게 만족스럽지 못한 상황은 시간이 지날수록 악화됨으로써, 악기의 제작이 거의 중단될 지경에 이르렀다. 그러나 1980년대 일본의 야마하가 빈 오보에를 제조하기 시작해 지금까지 유례없는 품질의 악기를 공급하였다.
20세기 후반 고음악(Early Music)에 대한 관심이 부활함에 따라, 빈 오보에는 큰 제약 없이 고음악 시절 악기의 음색을 유지해서 옛 오보에(Hautboys) 또는 바로크 오보에의 대체품으로 부각됐다. 좀 더 근래에 빈 오보에에 대한 흥미와 사용이 조금씩 증가함에 따라 빈 오보에는 이제 André Constantinides, Karl Rado, Guntram Wolf, 그리고 Christian Rauch와 같은 다수의 제조사들이 만들고 있다.

## 소리
빈 오보에는 독일과 오스트리아의 디자인을 합친 결과물이다. 이는 넓은 내부 관과 짧고 넓은 리드, 그리고 콩세르바투아르 오보에와는 다른 운지법을 가지고 있다. 제프리 버제스와 브루스 헤인즈는 저서인 <오보에>(The Oboe)에서 "그 차이점은 더 날카롭고 고음인 중간 음역과 화성학적으로 더 풍부하게 만들어주는 상부 음역에서 매우 명확하게 드러난다."고 표현했으며, 군트람 볼프는 "관의 개념부터가 비엔나 오보에는 역사적인 오보에들의 마지막 대표 주자이며 더 커진 오케스트라에 적응했고 광범위한 메커니즘을 가진다. 주된 장점은 최저음역에서조차 불기 쉽고 표현력이 좋으며 다른 악기들과도 잘 어울린다."고 하였다.

## 소재
현대의 빈 오보에는 대개 그라나딜라(Granadilla)로 만들어진다. 간혹 일부 제조자들은 전통적인 유럽의 회양목(Boxwood)으로 오보에를 만든다.

## 제작사
- André Constantinides (오스트리아)
- Guntram Wolf (독일)
- Christian Rauch  (오스트리아)
- 야마하 (일본)
- Karl Rado (오스트리아)

## 참조 문헌
- Burgess, Geoffrey, and Bruce Haynes: 2004, The Oboe, The Yale Musical Instrument Series, New Haven, Connecticut and London: Yale University Press, ISBN 0-300-09317-9
- Haynes, Bruce: 2001, The Eloquent Oboe: A History of the Hautboy 1640–1760, Oxford Early Music Series, Oxford and New York: Oxford University Press, ISBN 0-19-816646-X
- Rauch, Christian: 1999, “Wiener Oboen im 19. und 20. Jahrhundert”, Rohrblatt : Magazin für Oboe, Klarinette, Fagott und Saxophon 14: